# Гобой
Гобо́й (італ. oboe, від фр. hautbois — високе дерево) — дерев'яний духовий музичний інструмент сопранового регістру. Діапазон — від b до f3 або a3. Ноти для гобоя пишуться в скрипковому ключі відповідно до реального звучання.
З'явився у Франції в середині XVII століття в результаті реконструкції шоломії. Велике значення для еволюції гобоя мало винайдення на початку XIX століття Т. Бемом системи клапанів, спочатку застосоване для флейти. Згодом французькі майстри Гійом Трибер, Франсуа і Люсьєн Лоре пристосували винайдення Бема і для гобоя, таким чином надавши інструменту сучасного вигляду.

## Будова
Інструмент являє собою пряму конічну трубку і складається з трьох частин — верхнє, нижнє коліно та розтруб. Ширина каналу становить 4 мм біля місця входження тростини в корпус, 16 мм біля кінця нижнього коліна (на довжині 480 мм), потім розширюється до 38 мм біля розтруба (довжина ділянки 110 мм).
У верхнє коліно вставляється подвійна тростина, за допомогою якої видобувається звук. Довжина стовбура — близько 60 см. Стовбур має 25 отворів, 22-24 з яких закриваються клапанами. Виготовляють гобой із чорного (ебенового) або тукового дерева. Основний матеріал для клапанів — мельхіор. Кожен клапан підганяється під форму інструмента, шліфується, полірується й покривається тонким шаром нікелю або срібла. Подвійна тростина являє собою пару пружних тонких очеретяних пластинок, щільно з'єднаних одна з одною і вібруючих під дією струменю повітрю, яке вдмухує музикант. Якість тростини має важливе значення для звуку інструмента і часто виготовляється самими гобоїстами, адаптованою під свої потреби.

## Різновиди гобоя
В сучасній музичній практиці використовуються наступні різновиди інструменту:
- Гобой-піколо, або Мюзет in F або in Es, найвищий із різновидів гобоя, застосовується дуже рідко.
- Гобой д'аму́р (in A), альтового регістру з маленьким вигнутим есом (особливою трубкою, на яку насаджується тростина) і грушоподібним розтрубом.
- Англійський ріжок (in F), з вигнутим есом і грушоподібним розтрубом
- Існують також такі екзотичні різновиди гобоя як басовий та контрабасовий гобої, проте вони використовуються надзвичайно рідко.

Крім того з кінця XX століття спостерігається зростання інтересу до барокових різновидів гобоя, серед яких:
- Бароковий гобой, подібний сучасному гобою, але без клапанів
- Бароковий гобой д'амур
- Гобой да качча («Мисливський гобой»)
- Віденський гобой, розроблений на початку ХХ століття Германом Цулегером. Використовується тільки в оркестрі Віденьської філармонії.

## Використання
У симфонічному оркестрі використовується звичайно два або три гобої. Партії англійського ріжка або гобоя д'амур (якщо такі передбачені) виконуються одним із гобоїстів. В партитурі для симфонічного оркестру партія гобоїв пишеться між партіями флейт та кларнетів.
Традиційно по гобою проводиться настроювання оркестру, а саме по ноті ля першої октави. Це пов'язано з тим, що завдяки невеличкій тростині гобой найменше підданий розстроюванню, проте і підстроїти гобой можна лише в дуже обмеженому діапазоні.
Також гобой широко використовується як сольний інструмент. Одним із перших концертні п'єси для гобоя писав Франсуа Куперен («Королівські концерти»), значну частину репертуару гобоя складають твори барокової та класичної епохи, зокрема концерти для гобоя писали А. Вівальді, Г. Ф. Гендель, Й. Гайдн, В. А. Моцарт. Й. С. Бах у своїх творах використовув гобой як соловий інструмент, надаючи йому досить виразі і складні партії. У XIX столітті серед популярних творів для гобоя — Концерт для гобоя Белліні, Великий концерт на теми опери «Сицилійська вечірня» Антоніо Паскуллі, Концертіно для англійського ріжка Доніцетті, Три романси для гобоя та фортепіано Р. Шумана. У XX столітті сольні твори для гобоя писали К. Сен-Санс, Ф. Пуленк, Б. Мартину, Р. Штраус, Б. Бріттен, М. Волинський.
Фірми- виробники
Lorée, Buffet-Crampon, Bulgheroni, Covey, Fossati, Marigaux, Patricola, Mönnig, Rigoutat, Yamaha, Howarth, Dupin, Laub